# Sa Còla
Sa Còla (en francès La Colle-sur-Loup) és un municipi francès situat al departament dels Alps Marítims i a la regió de Provença – Alps – Costa Blava. L'any 1999 tenia 6.697 habitants.

## Demografia
| 1962                                       | 1968  | 1975  | 1982  | 1990  | 1999  | 2006  | 2007  |
| ------------------------------------------ | ----- | ----- | ----- | ----- | ----- | ----- | ----- |
| 2.096                                      | 2.611 | 3.700 | 4.749 | 6.025 | 6.697 | 7.434 | 7.546 |
| Des de 1962: població sense dobles comptes |       |       |       |       |       |       |       |

## Administració
| Període   | Identitat          | Partit  |
| --------- | ------------------ | ------- |
| 1989-1995 | Pierre Teisseire   |         |
| 1995-2001 | Henri Zissler      | RPR-UDF |
| 2001-     | Christian Berkesse |         |

## Agermanament
- Zuzenhausen